# Потехин, Николай Антипович
Николай Антипович Потехин (1834—1896) — русский прозаик и драматург, театральный критик.

## Биография
Родился 28 ноября (10 декабря) 1834 года в Кинешме в Костромской губернии в семье мелкопоместного дворянина, казначея уездного суда. Брат драматурга и романиста Алексея и адвоката Павла Потехиных. В 1851 году окончил Костромскую гимназию, в 1858 году — юридический факультет Императорского Московского университета.
Служил управляющим главной конторой откупщика Кокорева в Санкт-Петербурге, потом чиновником Полтавского питейно-акцизного управления. Вышел в отставку в апреле 1862 года. В августе 1862 года арестован в Полтаве по делу о сношениях с «лондонскими пропагандистами», в виду получения сведений о связях его с Бакуниным и о поездке к Гарибальди. 28 августа заключён в Петропавловскую крепость и предан суду Сената, постановлением которого 4 марта 1863 года отдан на поруки; 6 марта освобождён из крепости. Приговором Сената 10 декабря 1864 года освобождён от суда.
Дебютировал в «Русском слове» повестью «Бесталанный» (1859) и очерком «Родительская суббота» (1863); затем стал постоянным сотрудником «Искры». Напечатанные в этой газете статьи «На нижегородской ярмарке», «Выборное начало», «Благотворители», «Весенняя любовь», «Фигуры откупной колоды» изданы отдельной книгой под заглавием «Наши безобразники» (1864).
Напечатав в «Отечественных записках» несколько драм и комедий, Потехин пробовал себя как актёр и режиссёр (Харьков, Театр Н. Н. Дюкова; Вильно). В 1870-х годах он приобрёл известность комедиями «Злоба дня», «Мёртвая петля», «Богатырь века», «Нищие духом» (все напечатаны в «Деле»), в которых, под прозрачными псевдонимами, выведено много живых лиц.
В 1873 году Потехин поместил в «Деле» повесть «Немецкий хвост». Во время Русско-турецкой кампании писал корреспонденции с театра войны. Театральный обозреватель газет «Петербургский листок» (1864—1865, под псевдонимом Зритель последнего ряда) и «Санкт-Петербургские ведомости» (1877—1880, под псевдонимом Рцы слово твердо). Задумал цикл творческих биографий актёров, закончил и опубликовал монографии о Е. В. Владимировой и Л. М. Леонидове.
Умер 7 (19) июля 1896 года после продолжительной болезни в своем имении близ станции Серебрянка в Лужском уезде Санкт-Петербургской губернии. Похоронен на кладбище Новодевичьего монастыря.

## Сочинения
Проза
- «Бесталанный», «повесть из простонародного быта» («Русское слово», 1859, кн. 2)
- «Родительская суббота» («Русское слово», 1863, кн. 5)
- «Наши безобразники» (СПб., 1864)
- «Уездное дитя» («Эпоха», 1865, кн. 1)
- «Немецкий хвост» («Дело», 1873, кн. 12),

Пьесы
- «Дока на доку нашёл, или Кто лучше», комедия, переделанная из сочинения Ожье «Le Gendre de Mr. Poirier» («Отечественные Записки», 1860, кн. 12)
- «Быль молодцу не укор», мелодрама («Отечественные Записки», 1861, кн. 7)
- «Дядя Мартын носильщик», драма, переведённая с французской пьесы «Les Crochets du père Martin» (1861)
- «Доля — горе», драма из простонародного быта («Отечественные Записки», 1863, кн. 6)
- «Врач-специалист», комедия («Эпоха», 1865, кн. 2)
- «Злоба дня», драма («Дело», 1875, кн. 1)
- «Мёртвая петля», драма («Дело», 1876, кн. 1)
- «Богатырь века», комедия (1876)
- «Нищие духом», драма («Огонёк», 1879, № 47—50)